# Special Agent Oso
Special Agent Oso (Oso: Agente Especial en Latinoamérica y Agente Especial Oso en España) es una serie de televisión creada por Ford Riley. Es transmitida por el canal Disney Junior.

## Sinopsis
Oso es un agente especial que, al comenzar cada episodio, tiene una misión que cumplir, como escalar el Monte Aconcagua o caminar en el espacio. Pero, de repente, Paw Pilot/Garra Guía (una niña que aparece en la mini-pantalla en forma de garra del chaleco de Oso) le asigna una misión especial que consiste en que Oso debe ayudar a un niño con algún problema pequeño, en sólo 3 pasos.
Durante la misión especial, el espectador debe ayudar a Oso a cumplir con los 3 pasos. 
Algunos de los personajes que suelen aparecer con Oso en las misiones del principio son Wolfie/Lobito y Dotty. Mr. Dos/Sr. Dos es el jefe de Oso y al parecer también es el jefe de los otros agentes, y siempre aparece al final del capítulo (hablando a través del reloj de Oso) para felicitarlo.

## Reparto

### En inglés
- Sean Astin es Oso: Agente Especial
- Meghan Strange es Garraguia.
- Gary Anthony Williams es Sr. Dos
- Phill Lewis es Special Agent.
- Ricky Guillart
- Amber Hood es Special Agent Dotty.
- Cam Clarke es Helipájaro.

Créditos técnicos
- Dirección: Susan Blu

## Doblaje

### Latinoamérica
- Héctor Emmanuel Gómez es Agente Especial Oso.
- Natalia Sosa es Garra Guía.
- Agustín López Lezama es el Señor Dos.
- Víctor Ugarte es Agente Especial Lobito.
- Mireya Mendoza es Agente Especial Dotty.
- Javier Olguín es Helipájaro.
- Voces adicionales: Edmundo Santos Jr., Paula Arias, Cony Madera, Alejandro Castañon, Francisco Colmenero, Romy Mendoza (Los últimos dos sin acreditar).

#### Música
- "Oso: Agente Especial". Interpretada por Antonio Ortiz - Coros de Natalia Sosa y Bernice Esquivel.
- "Tres pasos son". Interpretada por Natalia Sosa - Coros de Bernice Esquivel.
- Dirección Musical: Jack Jackson
- Adaptación Musical: Álvaro Cerivño

#### Créditos técnicos
- Dirección: Romy Mendoza
- Traducción: Carolina Dizy
- Dirección Creativa: Raúl Aldana
- Doblado en Diseño en Audio S.A. de C.V.
- Producido por Disney Character Voices International Inc.

### España
- Víctor Martínez es Agente Especial Oso.
- Cristina Yuste es Patagenda.
- Juan Antonio Arroyo es Mr. Dos y Pajarocóptero.
- Antonio Cremades es Agente Especial Wolfie.
- Sara Polo es Agente Especial Dotty.

#### Créditos técnicos
- Director: Juan Antonio Arroyo
- Traductor: ?
- Técnico de sala: Xavier Igual
- Doblado en SounDub, en Madrid, España.
- Producido por Disney Character Voices International Inc.

## Temporada 1
| Número | Título original                                           | Título para Latinoamérica                                   | Estreno original       | Estreno en Latinoamérica |
| ------ | --------------------------------------------------------- | ----------------------------------------------------------- | ---------------------- | ------------------------ |
| 1      | To Grandma With Love/Gold Flower                          | Para abuelita con cariño/Flor dorada                        | 4 de abril de 2009     | 15 de junio de 2009      |
| 2      | Never Say No Brushing Again/The Girl With The Golden Book | Nunca digas no a cepillarte/La niña del libro de oro        | 4 de abril de 2009     | 16 de julio de 2009      |
| 3      | Live and Jump Rope/A View To A Kitten                     | Vive y salta la cuerda/Panorama para un gatito              | 5 de abril de 2009     | 23 de junio de 2009      |
| 4      | A View To A Book/Diamonds Are For Kites                   | Un libro para tus ojos/Los diamantes son para las cometas   | 6 de abril de 2009     | 24 de junio de 2009      |
| 5      | The Boy With The Golden Gift/Birthdays Are Forever        | El niño del obsequio de oro/Los cumpleaños son para siempre | 7 de abril de 2009     | 30 de junio de 2009      |
| 6      | Carousel Royale/Leaf Raker                                | Carrusel Royal/Rastrillando                                 | 8 de abril de 2009     | 1 de julio de 2009       |
| 7      | Thunder Berries/Flowers Are Forever                       | Tormenta bayas/Las flores son para siempre.                 | 9 de abril de 2009     | Aún no emitido           |
| 8      | For Your Nice Bunny/For Pancakes With Love                | Para tu lindo conejito/Para panqueques con amor             | 10 de abril de 2009    | 15 de julio de 2009      |
| 9      | License to Clean/On Her Cousin's Special Salad            | Con licencia para limpiar/Ensalada especial para su prima   | 11 de abril de 2009    | 13 de julio de 2009      |
| 10     | Hide Another Day/Live and Let Dry                         | Ocúltate otro día/Vive y deja secar                         | 13 de abril de 2009    | 20 de julio de 2009      |
| 11     | Dr. Off/License to Dress                                  | Médico fuera/Licencia para vestir                           | 18 de abril de 2009    | 9 de diciembre de 2010   |
| 12     | Octo-Puzzle/One Suitcase Is Now Enough                    | Octo-Rompecabezas/Con una maleta basta                      | 25 de abril de 2009    | 2 de julio de 2009       |
| 13     | Three Wheels Are Not Enough/A Zoo to a Thrill             | Tres ruedas no bastan/Un pequeño zoológico                  | 2 de mayo de 2009      | 29 de junio de 2009      |
| 14     | The Girl Who Cheered Me/License to Twirl                  | La chica que me animó/Licencia para girar                   | 16 de mayo de 2009     | 21 de julio de 2009      |
| 15     | For Show and Tell Only/Piggy Bank Royale                  | Sólo para la demostración/Alcancía real                     | 23 de mayo de 2009     | 22 de julio de 2009      |
| 16     | Hopscotch Royale/Goldringer                               | Rayuela Real/La herradura de oro                            | 30 de mayo de 2009     | 17 de julio de 2009      |
| 17     | The Living Flashlight/Sand Castle Royale                  | La linterna viviente/Castillo de arena Royal                | 13 de junio de 2009    | 25 de junio de 2009      |
| 18     | License To Chill/Goldenfly                                | Licencia para enfriar/Luciérnaga                            | 18 de julio de 2009    | 14 de julio de 2009      |
| 19     | Tie Another Day/You Only Start Pre-School Once            | Ata otro día/Sólo inicias preescolar una vez                | 24 de agosto de 2009   | 8 de julio de 2009       |
| 20     | Goldfeather/Live and Let Ride                             | Pluma dorada/Vive y deja viajar                             | 3 de octubre de 2009   | 26 de junio de 2009      |
| 21     | Nobody Draws It Better/ThunderBubble                      | Nadie lo dibuja mejor/Burbuja Trueno                        | 30 de enero de 2010    | 6 de julio de 2009       |
| 22     | For Your Ice Only/Coldfingers                             | Solo para tu hielo/Dedos fríos                              | 5 de diciembre de 2009 | 7 de julio de 2009       |
| 23     | For Your Pies Only/Plates Are Not Enough                  | Para sus pasteles sólo/placas no son suficientes            | 7 de noviembre de 2009 | 9 de julio de 2009       |
| 24     | Recycling is Forever/Goldswinger                          | Reciclar es para siempre/Columpio de oro                    | 17 de abril de 2010    | 6 de mayo de 2012        |

## Temporada 2
| Número | Título original                                             | Título para Latinoamérica                               | Estreno original         | Estreno en Latinoamérica |
| ------ | ----------------------------------------------------------- | ------------------------------------------------------- | ------------------------ | ------------------------ |
| 1      | Another Way To Fly/A View To A Ball                         |                                                         | 10 de julio de 2010      | 16 de mayo de 2011       |
| 2      | Dr. Go/For Your Bed Only                                    | Doctor Corre/Solo para tu cama                          | 17 de julio de 2010      | 23 de mayo de 2012       |
| 3      | From China With Love/Thunderbasket                          |                                                         | 24 de julio de 2010      | 29 de mayo de 2012       |
| 4      | Goldscooter/The Boy With The Colored Crayons                | Scooter dorado/El niño de los crayones de colores       | 31 de julio de 2010      | 3 de junio de 2012       |
| 5      | Goldputter/Live and Leaf Rub                                |                                                         | 7 de agosto de 2010      | 9 de junio de 2012       |
| 6      | Dr. Juice/For Your Nose Only                                |                                                         | 14 de agosto de 2010     | 13 de julio de 2012      |
| 7      | The Man With The Golden Retriever/The Chairs Are Not Enough |                                                         | 21 de agosto de 2010     | 18 de julio de 2012      |
| 8      | Quantum Of Sandwich/Thunder Muffin                          |                                                         | 20 de septiembre de 2010 | 6 de mayo de 2012        |
| 9      | Colors Royale/Cleanfingers                                  |                                                         | 4 de octubre de 2010     | 21 de junio de 2012      |
| 10     | A View To A Mask/Pumpkin Eyes                               |                                                         | 8 de octubre de 2010     | 25 de junio de 2012      |
| 11     | The Living Holiday Lights                                   |                                                         | 6 de diciembre de 2010   | 28 de junio de 2012      |
| 12     | For Angels With Snow/Dr. Snow                               | Para Ángeles en la Nieve/Doctor Nieve                   | 13 de diciembre de 2010  | 3 de julio de 2012       |
| 13     | License to Sled/Snowflakes Are Forever                      | Licencia Para Deslizarse/Los copos de nieve son eternos | 27 de diciembre de 2010  | 8 de julio de 2012       |
| 14     | Dr. Throw/Nobody Plays 'It' Better                          |                                                         | 7 de enero de 2011       | 12 de julio de 2012      |
| 15     | Quantum of Sauce/The Girl with the Folded Clothes           | Cuanta Salsa/La chica de la ropa doblada                | 24 de enero de 2011      | 17 de julio de 2012      |
| 16     | Greenfinger/For Sleepy Eyes Only                            | solo para ojos con sueño                                | 14 de febrero de 2011    | 21 de julio de 2012      |
| 17     | Live and Let Heal/GoldenFish                                | vive y deja que sane/Pez Dorado                         | 23 de febrero de 2011    | 24 de julio de 2012      |